# ترت-بوتیل‌تیول
ترت-بوتیل‌تیول (به انگلیسی: Tert-Butylthiol) یک ترکیب شیمیایی با شناسه پاب‌کم ۶۳۸۷ است. شکل ظاهری این ترکیب، مایع شفاف بی‌رنگ است.